# Josep Lluís Pons
Pour les articles homonymes, voir Pons.
José Luis Pons y Gallarza, né à Sant Andreu de Palomar (actuellement un quartier de Barcelone) en 1823 et mort à Sóller en 1894, est un poète de langue catalane, précurseur de la Renaixença connu pour son rôle décisif dans la mise en place des Jeux floraux.

## Biographie
Diplômé en philosophie et lettres et en droit, il occupe à partir de 1849 la chaire de rhétorique de l’Institut de Barcelone. En 1861 il s’installe à Palma de Majorque, île d’où son père était originaire. Il occupe la chaire d’histoire et géographie à l’Institut baléare où il mène un important travail pédagogique. Parmi ses élèves figurent Joan Alcover, Miquel Costa, Miquel dels Sants Oliver, Mateu Obrador et Gabriel Maura. 
Il obtient de nombreux prix aux différentes éditions des Jeux floraux (maître en gai savoir en 1867), institution qu’il préside en 1870 et 1878.

## Œuvre
Son œuvre poétique, relativement réduite, est marqué par le classicisme et une attention particulière portée sur les aspects formels. Parmi ses poèmes les plus connus, on peut citer Los tarongers de Sóller et L'olivera mallorquina, consacrés au paysage majorquin.